# Памятник Ленину (Кукмор)
Памятник Ленину — один из двух скульптурных монументов вождю Великой Октябрьской социалистической революции в городе Кукмор (Татарстан), установлен в 1980 году. В советское время — главный памятник этого населённого пункта, символ местной политической власти, перед которым проводились праздничные митинги и демонстрации. С этим памятником Ленину связана уникальная история закладки капсулы с посланием будущим поколениям, которая была вскрыта в 2020 году.

## Описание

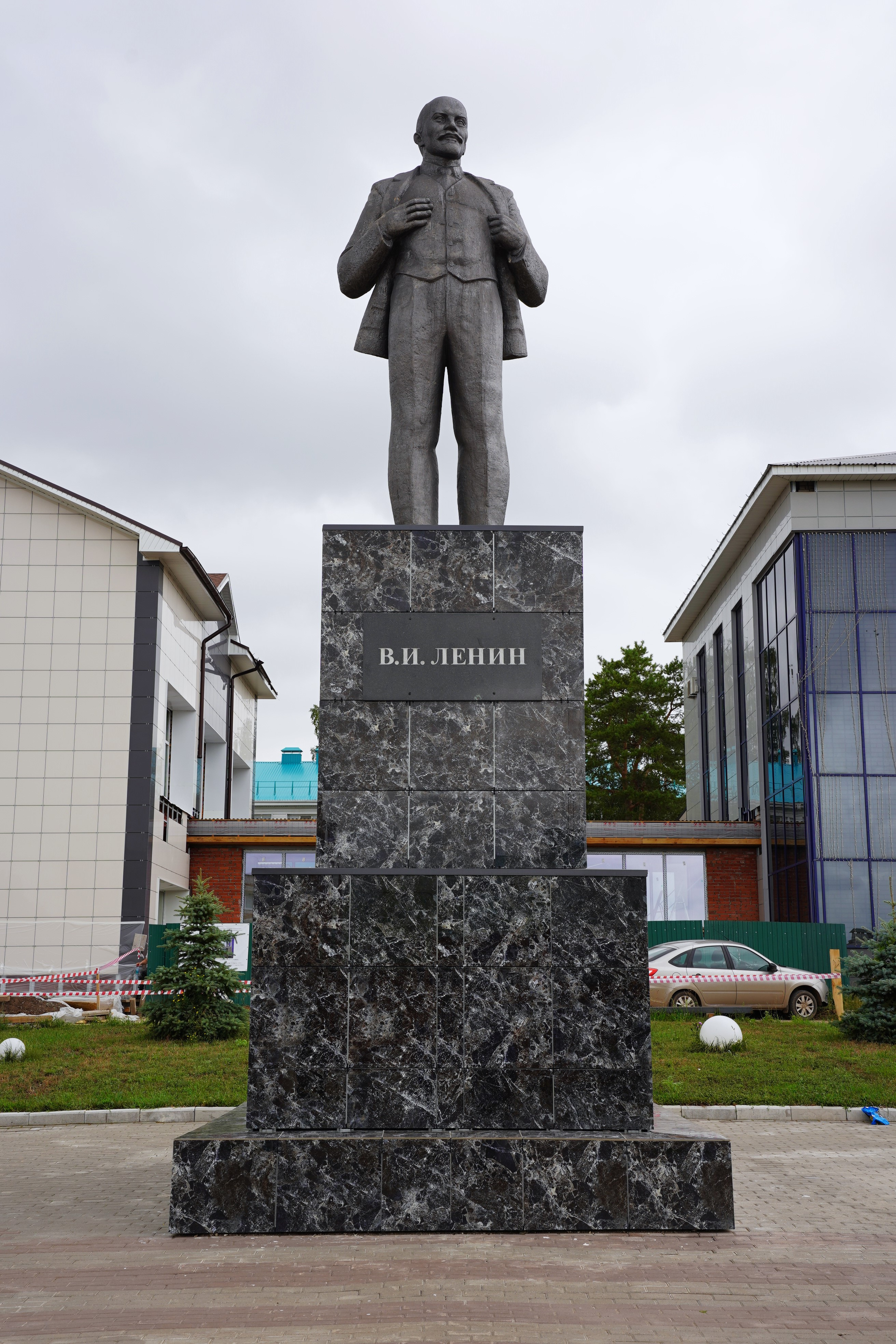
Памятник Ленину: вид анфас

Скульптура Ленина, установленная на Центральной площади Кукмора, отличается необычной позой: лидер революции стоит в полный рост в распахнутом пиджаке, поджав обе руки к груди. Такая поза создаёт более человечный образ Ленина, заметно отличающий его от канонических образов вождя революции, растиражированных в многочисленных скульптурах советского времени. В то же время пластическое исполнение скульптуры не обладает высоким качеством, отличается чрезмерной стилизацией образа, характерной для типовых памятников Ленину, предназначенных для установки в небольших городах и прочих населённых пунктах. 
Скульптура Ленина, изготовленная предположительно из гипсобетона, выкрашена в серый цвет и установлена на кирпичном пьедестале, облицованном плиткой в чёрно-серых тонах. С лицевой стороны пьедестала прикреплена табличка с надписью: «В. И. ЛЕНИН». 

## История
Известно, что в Кукморе в советское время было установлено три памятника Ленину, один из которых не сохранился.
Самый первый памятник Ленину появился в этом населённом пункте в 1948 году на месте разрушенной в 1932 году Петропавловской церкви; тогда же в этом месте был разбит сад, названный Ленинским. Скульптура Ленина, выполненная, вероятно, из гипса, была установлена на очень широкий, несоразмерный ей, пьедестал. Это была тиражированная скульптура, оригинал которой был создан в 1920-е годы, предположительно В. В. Козловым (так называемый тип «призывающий вождь»). Известно, что этот памятник стоял ещё в 1960-е годы, позже был утрачен.
Ещё один памятник Ленину был установлен в так называемом районе Кирпичка, на улице Ворошилова. Он представляет собой неполную скульптуру вождя, стоящего у трибуны и опирающегося на неё правой рукой. Скульптура стоит на двухъярусном пьедестале.
Главный памятник Ленину в Кукморе установлен на Центральной площади в 1980 году. Согласно воспоминаниям Н. Е. Белянина, бывшего в 1970-х годах заместителем председателя Кукморского райисполкома, инициатива по его установке возникла в 1975 году и тогда же был сделан заказ Художественному фонду СССР. Памятник Ленину был изготовлен и в 1976 году доставлен в Кукмор. Но так как место под него ещё не было готовым, скульптура в течение четырёх лет хранилась во дворе Кукморского коммунхоза. И только в 1980 году после достройки на площади здания Кукморского райисполкома памятник Ленину был установлен. Это мероприятие было приурочено к 110-летию со дня рождения вождя Великой Октябрьской социалистической революции.

## Капсула с посланием будущим поколениям
В 2020 году по случаю 100-летия Татарской АССР началась реставрация памятника Ленину на Центральной площади Кукмора. В ходе неё из выдолбленной ниши в кирпичном пьедестале достали капсулу с посланием будущим поколениям, которая была заложена туда в 1980 году при установке памятника. По задумке эту капсулу планировалось извлечь и вскрыть в 2000 году, но тогда этого делать не стали. И только через 40 лет, в 2020 году, капсула с посланием была извлечена и вскрыта.  

Послание было напечатано на плотной бумаге в Кукморской типографии. Под ним подписалось 13 человек: первый секретарь райкома Атлас Булатов, председатель райисполкома Зуфар Сайфутдинов, комбайнёр колхоза «Коммунизмга» М. Муллахметов, тракторист колхоза «Россия» Ильдар Ярмиев, шофёр колхоза «Урал» М. Фаттахов, доярка колхоза «Восток» Н. Бикбаева, свинарка колхоза имени Вахитова Н. Борисова, телятница колхоза «Татарстан» М. Гарипова, бригадир каменщиков СМУ, лауреат премии Ленинского комсомола Ф. Файзутдинова, работница валяльно-войлочного комбината Г. Галлямова, швея швейной фабрики № 6 Д. Зайнутдинова, швея фабрики № 9 М. Габдрахманова, шофёр Госкомсельхозтехники А. Фёдоров. Послание начинается со слов: «Товарищи потомки! Сегодня, 22 апреля 1980 года, в день 110-й годовщины со дня рождения В. И. Ленина, мы обращаемся к вам, пришедшим после нас». Далее пишется о достигнутых наследниками Ленина трудовых успехах на благо страны, района. Они завещают и своим будущим потомкам жить, учиться, бороться и идти к светлой жизни — коммунизму на их примере.— Курбанова Р.
Изъятая из пьедестала памятника Ленину капсула с посланием будущим поколениям была передана на постоянное хранение в Кукморский краеведческий музей.